# وازگن هایراپتیان
وازگن گریگوری هایراپتیان (ارمنی: Վազգեն Գրիգորի Հայրապետյան؛  زادهٔ ۳ نوامبر ۱۹۰۹ - درگذشته ۲۲ مهٔ ۱۹۹۱) یک ویروس‌شناس و استاد اهل ارمنستان بود.

## زندگی‌نامه
در ۳ نوامبر ۱۹۰۹ در گوریس به دنیا آمد .   وی همچنین برنده دانشمند شایسته ارمنستان شوروی (۱۹۶۱) شده است. وی در ۲۲ مهٔ ۱۹۹۱ در سن ۸۱ سالگی در ایروان درگذشت.

## یادداشت
1. ↑  անասնաբուժական գիտությունների դոկտոր